# 麦秋
麦秋（ばくしゅう）とは、麦の穂が実り、収穫期を迎えた初夏の頃の季節のこと。麦が熟し、麦にとっての収穫の「秋」であることから、名づけられた季節。雨が少なく、乾燥した季節ではあるが、すぐ梅雨が始まるので、二毛作の農家にとって麦秋は短い。
七十二候では、二十四節気のうち「小満」の末候を「麦秋至」としている。
「むぎあき」又は「麦の秋」とも読み、夏の季語の一つとなっている。